# Chimie organométallique
La chimie organométallique est l'étude des composés chimiques contenant une liaison covalente entre un métal et un atome de carbone situé dans un groupe organique. Elle combine des aspects de la chimie organique et de la chimie inorganique.

## Historique
- 1827 Le sel de Zeise, nommé en l'honneur de William Christopher Zeise, est le premier complexe oléfines/platine.
- 1863 Charles Friedel et James Crafts préparent un organochlorosilane.
- 1890 Ludwig Mond découvre le carbonyle de nickel.
- 1899 Introduction de la réaction de Grignard.
- 1900 Paul Sabatier étudie l'hydrogénation des composés organiques avec des catalyseurs métalliques.
- 1912 Prix Nobel pour Victor Grignard (découverte des réactifs de Grignard) et Paul Sabatier (méthode d'hydrogénation de composés organiques en présence de métaux finement divisés).
- 1930 Henry Gilman (en) étudie les organocuprates lithiés.
- 1963 Prix Nobel pour Karl Ziegler et Giulio Natta (découvertes en chimie et en technologie des hauts polymères).
- 1965 Découverte du cyclobutadiène de fer tricarbonyle.
- 1968 Réaction de Heck.
- 1973 Prix Nobel pour Geoffrey Wilkinson et Ernst Otto Fischer (travaux précurseurs sur les molécules appelées composés sandwich).
- 2005 Prix Nobel pour Yves Chauvin, Robert Grubbs, et Richard Schrock (travaux sur le développement de la méthode de la métathèse en synthèse organique).
- 2010 Prix Nobel pour Richard Heck, Ei-ichi Negishi et Akira Suzuki (pour les applications en synthèse organique des réactions de couplage catalysées par le palladium).

## Concepts
Un complexe inorganique (pas nécessairement un organométallique) est un édifice polyatomique constitué d'un cation central (le plus souvent métallique) entouré de plusieurs ligands qui sont des molécules ou des ions qui délocalisent une partie de leur densité électronique sur le cation, formant ainsi des liaisons chimiques avec celui-ci.
La règle des 18 électrons est très utilisée en chimie organométallique pour prédire la stabilité des complexes. En effet, les complexes organométalliques ayant 18 électrons (orbitales s, p et d) sont relativement stables, donc isolables.
Les composés organométalliques sont soumis à certaines réactions :
- addition oxydante ;
- élimination réductrice ;
- transmétallation ;
- carbométallation ;
- hydrométallation.